# Dibenzo(a,j)anthracen
Dibenzo[a,j]anthracen ist eine chemische Verbindung aus der Gruppe der polycyclischen aromatischen Kohlenwasserstoffe (PAK) und enthält fünf verbundene Sechsringe.

## Vorkommen
Dibenzo[a,j]anthracen ist ein Produkt der unvollständigen Verbrennung von organischen Stoffen (z. B. Zigaretten- und Marihuanarauch, Abgase von Benzinmotoren und Industrieemissionen wie Kraftstoffverbrennung, Koksöfen und Kohlenteerdestillation). Entsteht auch beim Kochen bei hohen Temperaturen (z. B. beim Grillen, Braten, Rösten, Backen, Frittieren).

## Gewinnung und Darstellung
Dibenzo[a,j]anthracen kann durch Ausnutzung der ΣF*-Regel aus 9,10-Dihydro-2-styrylphenanthren durch Photocyclodehydrierung und anschließende Dehydrierung gewonnen werden.

## Eigenschaften
Dibenzo[a,j]anthracen ist ein oranger Feststoff, der gering löslich in Wasser ist.

## Sicherheitshinweise
Dibenzo[a,j]anthracen steht im Verdacht einer krebsauslösenden Wirkung, da Studien bei Mäusen eine Auslösung von Hautkrebs bei dauerhafter Exposition zeigten.